# Oxalis extensa
Oxalis extensa är en harsyreväxtart som beskrevs av Salter. Oxalis extensa ingår i släktet oxalisar, och familjen harsyreväxter. Inga underarter finns listade i Catalogue of Life.